# Sumô no World Combat Games de 2013
A disputa do Sumô no World Combat Games de St. Petesburg-2013 se deu no St. Petersburg Sports and Concert Complex Hall 2, nos dias 18 e 19 de Outubro de 2013.
O evento teve como embaixadora a russa Olesya Kovalenko, multi-campeã da modalidade.

## Quadro de Medalhas
Legenda
| Ordem | País          | Medalha de ouro | Medalha de prata | Medalha de bronze | Total |
| ----- | ------------- | --------------- | ---------------- | ----------------- | ----- |
| 1     | Rússia        | 4               | 2                | 6                 | 12    |
| 2     | Japão         | 3               | 1                | 1                 | 5     |
| 3     | Mongólia      | 1               | 2                | 1                 | 4     |
| 4     | Ucrânia       | 0               | 3                | 5                 | 8     |
| 5     | Bulgária      | 0               | 0                | 1                 | 1     |
| 5     | Nova Zelândia | 0               | 0                | 1                 | 1     |
| 5     | Venezuela     | 0               | 0                | 1                 | 1     |
| Total | Total         | 8               | 8                | 16                | 32    |

## Medalhistas

### Masculino
| Evento                      | Ouro                  | Prata                | Bronze                   |
| --------------------------- | --------------------- | -------------------- | ------------------------ |
| Lightweight (Pesos Leves)   | Kazuki Ura            | Tatsuma Kawaguchi    | Batyr Altyev             |
| Lightweight (Pesos Leves)   | Kazuki Ura            | Tatsuma Kawaguchi    | Markov Stiliyan Georgiev |
| Middleweight (Pesos Médios) | Ryo Ito               | Usukhbayar Ochirkhuu | Kostiantyn Iermakov      |
| Middleweight (Pesos Médios) | Ryo Ito               | Usukhbayar Ochirkhuu | Atsamaz Kaziev           |
| Heavyweight (Pesos Pesados) | Byambajav Ulambayaryn | Alan Karaev          | Oleg Baroev              |
| Heavyweight (Pesos Pesados) | Byambajav Ulambayaryn | Alan Karaev          | Vasilii Margiev          |
| Open division (Peso Aberto) | Vasilii Margiev       | Naranbat Gankhuyag   | Byambajav Ulambayaryn    |
| Open division (Peso Aberto) | Vasilii Margiev       | Naranbat Gankhuyag   | Mark Tanu                |

### Feminino
| Evento                      | Ouro                | Prata               | Bronze                           |
| --------------------------- | ------------------- | ------------------- | -------------------------------- |
| Lightweight (Pesos Leves)   | Miku Yamanaka       | Tatiana Iaroshevich | Alina Boykova                    |
| Lightweight (Pesos Leves)   | Miku Yamanaka       | Tatiana Iaroshevich | Vera Koval                       |
| Middleweight (Pesos Médios) | Svetlana Panteleeva | Maryna Maksymenko   | Maryna Pryshchepa                |
| Middleweight (Pesos Médios) | Svetlana Panteleeva | Maryna Maksymenko   | Asano Matsuura                   |
| Heavyweight (Pesos Pesados) | Anna Zhigalova      | Ivanna Berezovska   | Svitlana Yaromka                 |
| Heavyweight (Pesos Pesados) | Anna Zhigalova      | Ivanna Berezovska   | Olesya Kovalenko                 |
| Open division (Peso Aberto) | Anna Zhigalova      | Svitlana Yaromika   | Alejandra Maria Cedeno Henriquez |
| Open division (Peso Aberto) | Anna Zhigalova      | Svitlana Yaromika   | Ivanna Berezovska                |